# Bruce Berndt
Bruce Carl Berndt (St. Joseph (Michigan), 13 de março de 1939) é um matemático estadunidense.
Frequentou o Albion College, onde graduou-se em 1961, com mestrado e doutorado na Universidade de Wisconsin-Madison
Lecionou por um ano na Universidade de Glasgow e então, em 1967, foi professor assistente na Universidade de Illinois em Urbana-Champaign, onde ainda trabalha. É atualmente 
Bruce Berndt é um analista numérico, conhecido por seus trabalhos explicando as descobertas de Srinivasa Ramanujan. É editor do The Ramanujan Journal, e recebeu em 1996 o Prêmio Leroy P. Steele da American Mathematical Society por seu trabalho editorial do livro de anotações de Ramanujan.

## Publicações selecionadas
- Ramanujan: Letters and Commentary (History of Mathematics, V. 9), por Bruce C. Berndt e Robert Alexander Rankin (American Mathematical Society , 1995, ISBN 0-8218-0287-9)
- Ramanujan: Essays and Surveys (History of Mathematics, V. 22), por Bruce C. Berndt e Robert Alexander Rankin (American Mathematical Society, 2001, ISBN 0-8218-2624-7)
- The Continued Fractions Found in the Unorganized Portions of Ramanujan's Notebooks (Memoirs of the American Mathematical Society), por Bruce C. Berndt, L. Jacobsen, R. L. Lamphere, George E. Andrews (Editor), Srinivasa Ramanujan Aiyangar (Editor) (American Mathematical Society, 1993, ISBN 0-8218-2538-0)
- Ramanujan's Notebooks, Part I, por Bruce C. Berndt (Springer, 1985, ISBN 0-387-96110-0)
- Ramanujan's Notebooks, Part II, por Bruce C. Berndt (Springer, 1999, ISBN 0-387-96794-X)
- Ramanujan's Notebooks, Part III, por Bruce C. Berndt (Springer, 2004, ISBN 0-387-97503-9)
- Ramanujan's Notebooks, Part IV, por Bruce C. Berndt (Springer, 1993, ISBN 0-387-94109-6)
- Ramanujan's Notebooks, Part V, por Bruce C. Berndt (Springer, 2005, ISBN 0-387-94941-0)
- Ramanujan's Lost Notebook, Part I, por George E. Andrews e Bruce C. Berndt (Springer, 2005, ISBN 038725529X)
- Ramanujan's Lost Notebook, Part II, por Berndt, Bruce C. e George E. Andrews. (Springer, 2008, ISBN 9780387777658)
- Number Theory in the Spirit of Ramanujan por Bruce C. Berndt (American Mathematical Society, 2006, ISBN 0-8218-4178-5)
- Number Theory and Modular Forms: Papers in Memory of Robert A. Rankin (Developments in Mathematics), por Bruce Berndt (Editor), Ken Ono (Editor) (Springer, 2003, ISBN 1-4020-7615-0)